# Christian Genschow
Christian Friedrich Genschow (* 18. September 1814 in Rostock; † 1. November 1891 in Groß-Lichterfelde bei Berlin) war ein deutscher Bildhauer.

## Leben
Christian Friedrich Genschow wurde als viertes von 13 Kindern des Arbeiters Franz Jakob Genschow und dessen Frau geboren. Sein Bruder Georg Genschow (1828–1902) studierte Landschaftsmalerei an der Kunstakademie Düsseldorf.
Christian Genschow erlitt als elfjähriger Junge eine schwere Behinderung des linken Beins durch starke Verbrühung mit flüssigem Wachs. Eine Tischlerlehre musste er wegen zu großer körperlicher Belastung abbrechen. 1834 genehmigte Großherzog Friedrich Franz I. ein Stipendium von 60 Talern für die Zeichenausbildung bei Friedrich Hehse in Rostock. Nach einer Verdopplung des Stipendiums war es Genschow möglich, von 1836 bis 1840 ein Studium der Bildhauerei an der Berliner Kunstakademie bei Ludwig Wichmann und 1840/42 bei Christian Daniel Rauch zu absolvieren. Bei Rauch arbeitete er bis 1850 als Gehilfe, unter anderem zusammen mit Carl Wolgast an den Modellen für das Reiterstandbild Friedrichs des Großen in Berlin. Nach Fertigstellung dieser umfangreichen Arbeit gründete Genschow ein eigenes Atelier in Berlin-Kreuzberg. Zwischen 1838 und 1881 stellte er auf der Großen Berliner Kunstausstellung aus.
In den Jahren 1852 bis 1857 bekam Genschow auf Fürsprache des Direktors der großherzoglichen Sammlungen Schwerin Lisch mehrfach Aufträge für den Schlossbau in Schwerin mit seinem Hauptwerk, dem Reiterstandbild des Obotritenfürsten Niklot. Um 1857 bis etwa 1866 arbeitete Genschow auch als künstlerischer Mitarbeiter für das Dankberg’sche Institut für architektonische Ornamentik. Bis 1876 folgten weitere Aufträge für Großherzog Friedrich Franz II., der ihm 1870 anlässlich der Einweihung des neuen Universitäts-Hauptgebäudes in Rostock das Verdienstkreuz in Gold des Hausordens der Wendischen Krone verlieh. Die Verschlimmerung seines Fußleidens führte 1874 zur Amputation des Fußes.
Christian Genschow war seit 1842 verheiratet mit Johanne Wilhelmine Ernestine Bohl (1822–1891). Das Paar hatte keine Kinder.
Bis 1885 arbeitete Genschow als Bildhauer, zuletzt wird er bis zu seinem Tod in den Berliner Adressbüchern als „Rentier“ genannt. Das Grab auf dem Alten Luisenstädtischen Friedhof ist nicht mehr erhalten.

## Leistungen
Der Lebenslauf Genschows offenbart eine gewisse Tragik. Nicht zuletzt aufgrund seiner Behinderung ist es ihm nie gelungen, sich von der Gunst und den Aufträgen der mecklenburgischen Großherzöge zu lösen. Seine vorwiegend kleinformatigen Arbeiten stehen in der Tradition der Berliner Bildhauerschule, insbesondere seines Lehrers Christian Daniel Rauch. Stilistisch eigenständige Werke, die sich vom Althergebrachten lösen, sucht man im Schaffen Genschows vergeblich. Seine künstlerische Bedeutung bleibt daher im Wesentlichen regional auf Mecklenburg beschränkt.

## Werke
| Person Motiv                                                                    | Bild | Standort Verbleib                     | Art Material           | Datierung | Weitere Informationen |
| ------------------------------------------------------------------------------- | ---- | ------------------------------------- | ---------------------- | --------- | --- |
| Friedrich Franz I.                                                              |      | Schwerin verschollen                  | Relief Bernstein       | 1834      | Geschenk an den Großherzog |
| Nähkästchen                                                                     |      | Schwerin verschollen                  | Kleinplastik Bernstein | 1834      | Geschenk an die Großherzogin |
| Alexandrine                                                                     |      | Hohenzollernmuseum Berlin verschollen | Relief Gips            | 1834      | Exemplar in Marmor 1856 (die Datierung 1834 beruht wahrscheinlich auf einem Lesefehler und müsste richtiger wohl 1854 lauten) |
| Friedrich Franz I.                                                              |      | unbekannt                             | Büste Gips             | 1835/36   | |
| Samuel Gottlieb Vogel                                                           |      | unbekannt                             | Relief Gips            | 1836      | |
| Paul Friedrich                                                                  |      | verschollen                           | Büste Marmor           | 1839/42   | in Gips bereits 1836 |
| Reiter im Kampf mit dem Stier                                                   |      | Schwerin, Staatl. Museum              | Statuette Bronze       | 1846      | Akademieausstellung Berlin 1846, 1850, 1856 |
| Johann Gottfried Schadow                                                        |      | unbekannt                             | Statuette Bronze       | 1850      | |
| „Die 4 Elemente“: Wasser, Feuer, Erde, Luft in Kinderfiguren                    |      | Schwerin, Staatl. Museum              | Statuetten Bronze      | 1850      | 21/22 cm; auch im Schloss Charlottenburg (verschollen); ein Set 2013 in Frankfurt/M. versteigert |
| Johannes als Knabe mit Lamm                                                     |      | Schwerin, Staatl. Museum              | Statuette Bronze       | 1850?     | unsigniert und undatiert |
| Kronprinz Wilhelm im Maskenanzug (Kostüm der Medici)                            |      | unbekannt                             | Statuette Zinkguss     | 1850/77   | gefertigt von der Zinkgiesserei Czarnikow & Co. |
| 8 Reliefporträts der Schlossbaukommission                                       |      | Schwerin, Schloss                     | Relief Terrakotta      | 1851      | Oberhofmarschall Jaspar Friedrich von Bülow, Minister Ludwig von Lützow, Generalleutnant Adolf von Sell, Schlosshauptmann Carl von Lützow, Geh. Archivrat Lisch, Oberbaurat Stüler, Glasmaler Gillmeister, Baumeister Stern (weitere 8 Porträts: Baumeister Behnke, Hofbaurat Demmler, Hofbaurat H. Willebrand, Bauconducteur Ludwig Willebrand sind von Heinrich Kalnas von Kalnassi modelliert) |
| Johann Albrecht I.                                                              |      | Schwerin, Schloss                     | Porträtkopf Sandstein  | 1852      | |
| Anna Sophie von Mecklenburg                                                     |      | Schwerin, Schloss                     | Porträtkopf Sandstein  | 1852      | |
| Friedrich Franz II.                                                             |      | Schwerin, Schloss                     | Porträtkopf Sandstein  | 1852      | |
| Auguste von Mecklenburg                                                         |      | Schwerin, Schloss                     | Porträtkopf Sandstein  | 1852      | |
| Altes meckl. Wappen, Neues meckl. Wappen, Preußisches Wappen, Reuß’sches Wappen |      | Schwerin, Schloss                     | Reliefs Terrakotta     | ~1852     | |
| Matthäus, Moses, Paulus und Jesaja                                              |      | Röbel, St. Marien                     | Statuetten Eiche       | ~1853     | als Kanzelfiguren |
| Friedrich Wilhelm von Mecklenburg                                               |      | Schwerin, Schloss                     | Porträtkopf Sandstein  | 1854      | |
| Carl Leopold von Mecklenburg                                                    |      | Schwerin, Schloss                     | Porträtkopf Sandstein  | 1854      | |
| Christian Ludwig II. von Mecklenburg                                            |      | Schwerin, Schloss                     | Porträtkopf Sandstein  | 1854      | |
| Friedrich Franz II.                                                             |      | verschollen                           | Büste Marmor           | 1854/69   | 2× in Marmor und 4× in Gips nachweisbar (2 Exemplare in Gips im Schloss Ludwigslust erhalten) |
| Auguste von Mecklenburg                                                         |      | Berlin, Nationalgalerie               | Büste Gips             | 1854/61   | 1× in Marmor und 4× in Gips nachweisbar (2 Exemplare in Gips im Schloss Ludwigslust, ebendort Kopf einer Marmorbüste) |
| Prinz Friedrich Franz                                                           |      | verschollen                           | Büste Gips             | 1855      | im Alter von vier Jahren, als Elfjähriger siehe 1862 |
| Prinz Paul Friedrich                                                            |      | verschollen                           | Büste Gips             | 1855      | im Alter von drei Jahren, als Neunjähriger siehe 1862 |
| Obotritenfürst Niklot                                                           |      | Schwerin, Schloss                     | Reiterstandbild Gips   | 1855      | Hauptwerk Genschows |
| 7 Knabenpaare mit Wappenschild                                                  |      | Schwerin, Schloss                     | Statuetten Zink        | 1855      | insgesamt 14 individuelle Darstellungen, z. Teil der Prinzen Friedrich Franz und Paul Friedrich |
| Georg Christian Friedrich Lisch                                                 |      | Schwerin, Staatl. Museum              | Büste Gips             | 1855      | ehemals als Leihgabe im Landeshauptarchiv Schwerin, jetzt wieder im Museum |
| 2 Hellebardiere                                                                 |      | Schwerin, Schloss                     | Standbilder Sandstein  | 1855      | auf dem Giebel oberhalb der Niklothalle |
| Albrecht II.                                                                    |      | Schloss Schwerin                      | Standbild Sandstein    | 1856      | als kleine Figur ehemals im 1913 ausgebrannten Speisesaal des Schlosses |
| Magnus II.                                                                      |      | Schloss Schwerin                      | Standbild Sandstein    | 1856      | als kleine Figur ehemals im 1913 ausgebrannten Speisesaal des Schlosses |
| Wilhelm von Mecklenburg                                                         |      | unbekannt                             | Relief Gips            | 1856      | Akademieausstellung Berlin |
| Großherzogin Alexandrine                                                        |      | unbekannt                             | Relief Gips            | 1856      | Akademieausstellung Berlin |
| Grenadier und Artillerist                                                       |      | unbekannt                             | Statuetten Gips        | 1856      | nicht realisierte Entwürfe für Standbilder (den Auftrag erhielt Georg Wiese) |
| Allegorien Handel, Ackerbau, Pferdezucht und Fischerei                          |      | Schloss Schwerin, Thronsaal           | Statuetten Gips        | 1857      | weitere Allegorien von Gustav Willgohs und Georg Wiese |
| Allegorie Wasser                                                                |      | Schwerin, Staatl. Museum              | Statuette Marmor       | 1858      | lebensgroß, nach Modell von 1850, auch als Brunnenfigur in Zinkguss und bronziertem Zinkgalvano bekannt |
| Der auferstandene Christus                                                      |      | unbekannt                             | Relief Marmor          | 1858      | Akademieausstellung 1858 |
| Schirmkinder                                                                    |      | Lübz, Stadtpark                       | Brunnenfigur Zink      | 1860/63   | Datierung unklar, ein weiteres Exemplar befand sich in den 1960er Jahren auf einem Privatgrundstück (Bahnhofstraße 8) in Parchim (verschollen) |
| Friedrich Schiller                                                              |      | unbekannt                             | Büste Gips             | 1860      | nach der Totenmaske modelliert; vervielfältigt |
| Friedrich Wilhelm III.                                                          |      | unbekannt                             | Reiterstatuette Gips   | 1860      | als Denkmalsentwurf für Berlin |
| Friedrich Wilhelm IV.                                                           |      | Schwerin, Staatl. Museum              | Büste Marmor           | ~1861     | ausgeführt nach einem Modell von Christian Daniel Rauch |
| Prinz Friedrich Franz (III.)                                                    |      | Schwerin, Staatl. Museum              | Büste Marmor           | 1862/64   | Friedrich Franz im Alter von 11 Jahren; mindestens 4 Abgüsse in Gips nachweisbar (1× im Schloss Ludwigslust erhalten) |
| Prinz Paul Friedrich Franz                                                      |      | Ludwigslust, Schloss                  | Büste Marmor           | 1862/64   | Paul Friedrich Franz im Alter von 9 Jahren; mindestens 4 Abgüsse in Gips nachweisbar (3× im Schloss Ludwigslust erhalten) |
| Prinzessin Marie                                                                |      | Ludwigslust, Schloss                  | Büste Marmor           | 1862/64   | Marie im Alter von 8 Jahren, mindestens 4 Abgüsse in Gips nachweisbar (3× im Schloss Ludwigslust, 1× Museum Schwerin erhalten) |
| Prinz Johann Albrecht                                                           |      | Schwerin, Staatl. Museum              | Büste Marmor           | 1862/64   | Johann Albrecht im Alter von 4 Jahren, mindestens 4 Abgüsse in Gips nachweisbar (2× im Schloss Ludwigslust erhalten) |
| Kurfürst Friedrich II.                                                          |      | Berlin, Unter den Linden zerstört     | Standbild Gips         | 1866      | als Teil der Festdekoration zur Siegesfeier 1866 |
| Obotrit, sein Pferd bändigend                                                   |      | Schwerin, Schlossbrücke               | Reiterstandbild Zink   | 1864/74   | auch als Verkleinerungen in Zink bekannt, in Größe des Hilfsmodells in der Auffahrt zu Schloss Basthorst |
| Obotrit, sein Pferd rüstend                                                     |      | Schwerin, Schlossbrücke               | Reiterstandbild Zink   | 1873/76   | auch als Verkleinerungen in Zink bekannt, in Größe des Hilfsmodells in der Auffahrt zu Schloss Basthorst |
| Allegorie Der Winter                                                            |      | unbekannt                             | Statuette Gips?        | ~1880     | Große Berliner Kunstausstellung 1881 |
| Friedrich Franz II.                                                             |      | Babelsberg zerstört                   | Büste Bronze           | 1882      | für die Feldherrenbank; Büsten im 2. WK eingeschmolzen |